# Eustomias satterleei
Eustomias satterleei is een straalvinnige vissensoort uit de familie van Stomiidae. De wetenschappelijke naam van de soort is voor het eerst geldig gepubliceerd in 1933 door Beebe.